# نوک‌بزرگ زرین‌بال سقطرا
نوک‌بزرگ زرین‌بال سقطرا یا نوک‌بزرگ سقطرا (نام علمی: Rhynchostruthus socotranus) یک سهره بومی سقطرا، جزیره‌ای در اقیانوس هند در سواحل یمن است. بر پایهٔ برخی مقامات، R. socotranus تنها گونه از سردهٔ Rhynchostruthus بود که در آن زمان تک‌نماد بود، از جمله دیگر نوک‌بزرگ‌های زرین‌بال موجود در آن به عنوان زیرگونه بود. اما در زمان‌های اخیر معمولاً این سه جمعیت به عنوان گونه‌ای متمایز در نظر گرفته می‌شوند که R. socotranus به جمعیت Socotra محدود می‌شود، نوک‌بزرگ زرین‌بال عربی به R. percivali تبدیل می‌شود و نوک‌بزرگ زرین‌بال سومالیایی به R. louisae.